# Josiane Balasko
Josiane Balasko (Parijs, 15 april 1950) is een Frans actrice en regisseur van Joegoslavische afkomst. Balasko ontving in de loop van haar carrière al twee Césars, in 1996 de César voor beste scenario voor Gazon maudit en in 2000 een carrièreprijs, een César d'honneur voor haar volledige oeuvre.
In 1976 als beginnend actrice treedt ze toe tot het acteurscollectief Le Splendid dat samen een aantal stukken creëert en op de planken brengt. Naast Balasko maken Michel Blanc, Marie-Anne Chazel, Christian Clavier, Gérard Jugnot, Thierry Lhermitte, Claire Magnin en Bruno Moynot deel uit van de groep.
In haar filmcarrière werd ze drie maal genomineerd voor de César voor beste actrice met name voor de rollen in Trop belle pour toi (1989), Tout le monde n'a pas eu la chance d'avoir des parents communistes (1993) en Cette femme-là (2003).
Gazon maudit waar ze in 1996 bij de Césars de scenarioprijs kreeg, zorgde ook dat ze genomineerd werd voor de César voor beste film en de César voor beste regisseur.

## Werk

### als actrice (selectie)
- 1973 - L'An 01 (Jacques Doillon)
- 1976 - Le Locataire (Roman Polański)
- 1977 - L'Animal (Claude Zidi)
- 1977 - Nous irons tous au paradis (Yves Robert)
- 1977 - Dites-lui que je l'aime (Claude Miller)
- 1978 - Les Bronzés (Patrice Leconte)
- 1979 - Les Bronzés font du ski (Patrice Leconte)
- 1981 - Le Maître d'école (Claude Berri)
- 1981 - Les hommes préfèrent les grosses (Jean-Marie Poiré)
- 1981 - Hôtel des Amériques (André Téchiné)
- 1982 - Le père Noël est une ordure (Jean-Marie Poiré)
- 1985 - Sac de noeuds (Josiane Balasko)
- 1987 - Les Keufs (Josiane Balasko)
- 1989 - Trop belle pour toi (Bertrand Blier)
- 1991 - Ma vie est un enfer (Josiane Balasko)
- 1993 - Tout le monde n'a pas eu la chance d'avoir des parents communistes (Jean-Jacques Zilbermann)
- 1994 - Grosse fatigue (Michel Blanc)
- 1995 - Gazon maudit (Josiane Balasko)
- 1997 - Arlette (Claude Zidi)
- 1998 - Un grand cri d'amour (Josiane Balasko)
- 2000 - Les Acteurs (Bertrand Blier)
- 2001 - Un crime au Paradis (Jean Becker)
- 2003 - Cette femme-là (Guillaume Nicloux)
- 2004 - L'Ex-femme de ma vie (Josiane Balasko)
- 2006 - Les Bronzés 3: Amis pour la vie (Patrice Leconte)
- 2008 - Cliente (Josiane Balasko)
- 2009 - Le Hérisson (Mona Achache)
- 2011 - Un heureux événement (Rémi Bezançon)
- 2013 - Demi-soeur (Josiane Balasko)
- 2015 - Arrête ton cinéma! (Diane Kurys)
- 2016 - Joséphine s'arrondit (Marilou Berry)
- 2019 - Grâce à Dieu (François Ozon)
- 2024 - Quand vient l'automne (François Ozon)

### als regisseur
- 1985: Sac de nœuds
- 1987: Les Keufs
- 1991: Ma vie est un enfer
- 1995: Gazon maudit
- 1998: Un grand cri d'amour
- 2005: L'Ex-femme de ma vie
- 2008: Cliente
- 2013: Demi-sœur

- Biblioteca Nacional de España: XX1172834
- Bibliothèque nationale de France: cb138910827 (data)
- Gemeinsame Normdatei: 142490547
- International Standard Name Identifier: 0000 0001 2197 2501
- Library of Congress Control Number: nr97036441
- MusicBrainz: 09094a18-a635-4571-8d41-ad63155c7d63
- Nationale Bibliotheek van Tsjechië: xx0152426
- Nationale Bibliotheek van Israël: 987007436988305171
- Nederlandse Thesaurus van Auteursnamen: 182729109
- SNAC: w6zw4qxs
- Système universitaire de documentation: 085267155
- Virtual International Authority File: 162301891
- WorldCat: E39PBJht7cfjxQ69Jk84r3W7HC